# 20th Century Women
20th Century Women is een Amerikaanse film uit 2016 die geschreven en geregisseerd werd door Mike Mills. De hoofdrollen worden vertolkt door Annette Bening, Elle Fanning, Greta Gerwig en Lucas Jade Zumann. De film ging op 8 oktober 2016 in première op filmfestival van New York.

## Verhaal
De film speelt zich af in het Santa Barbara van 1979. Centraal staan drie vrouwen – Dorothea, Abbie en Julie – die elk hun eigen kijk op de wereld hebben. Elk hebben ze een grote invloed op Jamie, een 15-jarige skateboarder die nog steeds op zoek is naar zijn plaats in de wereld.

## Rolverdeling
| Acteur               | Personage       |
| -------------------- | --------------- |
| Annette Bening       | Dorothea Fields |
| Greta Gerwig         | Abbie           |
| Elle Fanning         | Julie           |
| Lucas Jade Zumann    | Jamie Fields    |
| Billy Crudup         | William         |
| Waleed Zuaiter       | Charlie         |
| Thea Gill            | Gail Porter     |
| Darrell Britt-Gibson | Julian          |

## Trivia
- Actrices Annette Bening en Elle Fanning werkten eerder al samen aan de dramafilm Ginger & Rosa (2012).